# Robert Montgomerie
Robert Cecil Lindsay Montgomerie (Londra, 15 febbraio 1880 – Londra, 28 aprile 1939) è stato uno schermidore britannico, vincitore di due medaglie d'argento nella scherma ai giochi olimpici.
Nacque a South Kensington. 
Morì a Westminster, sempre a Londra.